# Mockakaffe
Mockakaffe (mokkakaffe, mochakaffe, moccakaffe) är en varietet av kaffesorten Arabica och ursprungligen beteckningen på kaffe från Mocka som är en hamnstad vid Röda havet i Jemen.
Numera användes ordet mocka med många stavningsvarianter mer som en benämning för hur kaffet smakar, än som namn på en kaffesort. Mocka är i restaurangspråket beteckningen på särskilt starkt kaffe med kryddig och syrlig smak som serveras i mockakoppar (små kaffekoppar) och med mockasocker (små sockerbitar).
Caffè mocha kallas en kaffedryck gjord på espressokaffe som även innehåller choklad. Mocka används även om något som har smaksatts med kaffe, till exempel mockatårta, och mockaglass. 